# Adópengő
Adópengő (od adó – podatek i pengő) – dawna waluta w Królestwie Węgier i Republice Węgier, wprowadzona do użytku 1 stycznia 1946 roku jako część programu mającego ukrócić hiperinflację pengő i pozostająca w użyciu do 31 lipca tego samego roku, gdy obie dotychczasowe waluty zastąpiono forintem. Początkowo adópengő było jednostką służącą do rozliczeń rządowych i bankowych, później bony o wartości wyrażonej w tej walucie trafiły do publicznego obiegu.
| Data            | wartość             |
| --------------- | ------------------- |
| 1 stycznia 1946 | 1                   |
| 1 lutego 1946   | 1,7                 |
| 1 marca 1946    | 10                  |
| 1 kwietnia 1946 | 44                  |
| 1 maja 1946     | 630                 |
| 1 czerwca 1946  | 160 000             |
| 1 lipca 1946    | 7 500 000 (7,5×109) |
| 31 lipca 1946   | (2×1021)            |